# Віїшоара (Нямц)
Віїшоара (рум. Viișoara) — село у повіті Нямц в Румунії. Адміністративний центр комуни Александру-чел-Бун.
Село розташоване на відстані 278 км на північ від Бухареста, 7 км на захід від П'ятра-Нямца, 102 км на захід від Ясс.

## Населення
За даними перепису населення 2002 року у селі проживали 528 осіб, усі — румуни. Усі жителі села рідною мовою назвали румунську.